# مقاطعة ميامي (كانساس)
مقاطعة ميامي (بالإنجليزية: Miami County)‏ هي إحدى المقاطعات في ولاية كانساس، الولايات المتحدة الأمريكية.